# Qualificazioni al campionato europeo femminile di calcio 2022 - Fase a gironi, gruppo G
Il gruppo G delle qualificazioni al campionato europeo femminile di calcio 2022 è composto da cinque squadre: Francia, Austria, Serbia, Kazakistan e Macedonia del Nord. La composizione dei sette gruppi di qualificazione della sezione UEFA è stata sorteggiata il 21 febbraio 2019.

## Formula
Le cinque squadre si affrontano in un girone all'italiana con partite di andata e ritorno, per un totale di 8 partite. La squadra prima classificata si qualifica direttamente alla fase finale del torneo, mentre la seconda classificata si qualifica direttamente alla fase finale solo se è tra le migliori tre seconde dei nove gruppi di qualificazione, altrimenti accede ai play-off qualificazione.
In caso di parità di punti tra due o più squadre di uno stesso gruppo, le posizioni in classifica verranno determinate prendendo in considerazione, nell'ordine, i seguenti criteri:
1. maggiore numero di punti negli scontri diretti tra le squadre interessate (classifica avulsa);
2. migliore differenza reti negli scontri diretti tra le squadre interessate (classifica avulsa);
3. maggiore numero di reti segnate negli scontri diretti tra le squadre interessate (classifica avulsa);
4. maggiore numero di reti segnate in trasferta negli scontri diretti tra le squadre interessate (classifica avulsa), valido solo per il turno di qualificazione a gironi;
5. se, dopo aver applicato i criteri dall'1 al 4, ci sono squadre ancora in parità di punti, i criteri dall'1 al 4 si riapplicano alle sole squadre in questione. Se continua a persistere la parità, si procede con i criteri dal 6 all'11;
6. migliore differenza reti;
7. maggiore numero di reti segnate;
8. maggiore numero di reti segnate in trasferta;
9. maggiore numero di vittorie nel girone;
10. maggiore numero di vittorie in trasferta nel girone;
11. classifica del fair play;
12. posizione nel ranking UEFA in fase di sorteggio.

## Classifica
| Pos | Squadra            | Pt | G | V | N | P | GF | GS | DR  |
| --- | ------------------ | -- | - | - | - | - | -- | -- | --- |
| 1.  | Francia            | 22 | 8 | 7 | 1 | 0 | 44 | 0  | +44 |
| 2.  | Austria            | 19 | 8 | 6 | 1 | 1 | 22 | 3  | +19 |
| 3.  | Serbia             | 12 | 8 | 4 | 0 | 4 | 21 | 12 | +9  |
| 4.  | Macedonia del Nord | 6  | 8 | 2 | 0 | 6 | 8  | 39 | -31 |
| 5.  | Kazakistan         | 0  | 8 | 0 | 0 | 8 | 2  | 43 | -41 |

## Risultati
| Arbitro: | Alina Peşu |

|  |           |                                    |
|  | Marcatori | 58’ Mijatović 81’ Poljak 84’ Matić |

| Arbitro: | Aleksandra Ponomareva |

|                                                      |           |  |
| Feiersinger 25’ Hickelsberger-Füller 43’ Dunst 45+3’ | Marcatori |  |

| Arbitro: | Justina Lavrenovaite |

|                                        |           |                |
| Andonova 6’, 28’ (rig.) Rochi 14’, 75’ | Marcatori | 73’ Myasnikova |

| Arbitro: | Ferrieri Caputi |

|  |           |                                                                  |
|  | Marcatori | 4’, 34’ Blagojević 38’ Filipović 46’, 61’ Vuković 82’ Stefanović |

| Arbitro: | Laura Rapp |

|  |           |                                     |
|  | Marcatori | 58’ Gauvin 70’ Le Sommer 89’ Katoto |

| Arbitro: | Eleni Antoniou |

|  |           |           |
|  | Marcatori | 12’ Billa |

| Arbitro: | Lucie Šulcová |

|  |           |                                           |
|  | Marcatori | 35’ (rig.) Billa 45+2’ Zadrazil 78’ Dunst |

| Arbitro: | Marta Huerta De Aza |

|                                                       |           |  |
| Majri 7’, 12’, 63’ Geyoro 31’ Katoto 52’ Asseyi 90+3’ | Marcatori |  |

| Arbitro: | Hristiyana Guteva |

|                                                                                           |           |  |
| Hickelsberger-Füller 7’, 19’, 48’, 90+1’ Billa 11’, 57’, 69’ Feiersinger 18’ Zadrazil 50’ | Marcatori |  |

| Arbitro: | Shona Shukrula |

|                                                                                   |           |           |
| Poljak 4’, 8’ Filipović 45’, 53’ Damjanović 49’ Čanković 52’, 90+2’ Radojičić 72’ | Marcatori | 14’ Rochi |

| Arbitro: | Frida Nielsen |

|  |           |                               |
|  | Marcatori | 6’ (aut.) Frajtović 15’ Majri |

| Arbitro: | Katalin Sipos |

|  |           |                                                           |
|  | Marcatori | 13’, 49’ Dunst 63’ Aschauer 67’ Puntigam 75’ (rig.) Billa |

| Arbitro: | Reelika Turi |

|  |           |                                                                                          |
|  | Marcatori | 14’, 18’ (rig.) Le Sommer 21’ Katoto 51’, 90+2’ De Almeida 78’ Torrent 82’ (rig.) Asseyi |

| Arbitro: | Petra Pavlíková |

| |           |  |
| Gauvin 1’ Le Sommer 5’, 21’, 73’, 78’ De Almeida 39’ Diani 45+1’ Asseyi 55’ Geyoro 60’, 63’ D. Cascarino 76’ | Marcatori |  |

| Arbitro: | Cansu Tiryaki |

|                                                       |           |                 |
| Ivanović 60’ Filipović 72’ Damjanović 89’ Čavić 90+3’ | Marcatori | 32’ Kirgizbaeva |

| Wiener Neustadt 27 ottobre 2020, ore 21:00 CET | Austria          | 0 – 0 referto | Francia | Wiener Neustädter Stadion (650 spett.)\| Arbitro: \| Pernilla Larsson \| |
| Arbitro:                                       | Pernilla Larsson |               |         |                                                                          |

| Arbitro: | Lucie Šulcová |

|  |           |                               |
|  | Marcatori | 11’, 34’ Rochi 37’ Shemsovikj |

| Arbitro: | Esther Staubli |

|                            |           |  |
| Renard 11’ Katoto 27’, 73’ | Marcatori |  |

| Arbitro: | Tess Olofsson |

|           |           |  |
| Billa 80’ | Marcatori |  |

| Arbitro: | Lorraine Watson |

| |           |  |
| De Almeida 5’ Diani 7’, 17’ Katoto 12’, 16’ Dali 24’ Périsset 33’ E. Cascarino 50’ Laurent 58’ Morroni 67’ Baltimore 72’ Matéo 83’ | Marcatori |  |

## Statistiche

### Classifica marcatrici
7 reti
- Nicole Billa (2 rig.)

- Eugénie Le Sommer (1 rig.)

- Marie-Antoinette Katoto

5 reti
- Julia Hickelsberger-Füller

- Gentjana Rochi

4 reti
- Barbara Dunst
- Elisa De Almeida

- Amel Majri

- Tijana Filipović

3 reti
- Viviane Asseyi (1 rig.)
- Kadidiatou Diani

- Grace Geyoro

- Allegra Poljak

2 reti
- Laura Feiersinger
- Sarah Zadrazil
- Valérie Gauvin

- Nataša Andonova (1 rig.)
- Dina Blagojević
- Jelena Čanković

- Nevena Damjanović
- Marija Vuković

1 rete
- Verena Aschauer
- Sarah Puntigam
- Sandy Baltimore
- Delphine Cascarino
- Estelle Cascarino
- Kenza Dali
- Emelyne Laurent

- Clara Matéo
- Perle Morroni
- Ève Périsset
- Wendie Renard
- Marion Torrent
- Begaim Kirgizbaeva
- Yulia Myasnikova

- Elma Shemsovikj
- Mina Čavić
- Miljana Ivanović
- Tijana Matić
- Milica Mijatović
- Marija Radojičić
- Dejana Stefanović

1 autorete
- Anđela Frajtović (a favore della Francia)